# Bruce Bowen
Bruce Eric Bowen Jr. (Merced, 14 de junho de 1971) é um ex-basquetebolista norte-americano que atuava como ala, tricampeão da NBA pelo San Antonio Spurs.

## Títulos
San Antonio Spurs
- NBA: 2002–03, 2004–05 e 2006–07